# Haplochthonius variabilis
Haplochthonius variabilis är en kvalsterart som beskrevs av Wallwork 1972. Haplochthonius variabilis ingår i släktet Haplochthonius och familjen Haplochthoniidae. Inga underarter finns listade i Catalogue of Life.